# Ibrahim al Hussein
Ibrahim Al Hussein (en arabe : إبراهيم الحسين) est un nageur paralympique syrien né le 23 septembre 1988 à Deir ez-Zor en Syrie et résidant à Athènes en Grèce.

## Biographie
Originaire de Deir ez-Zor, Al Hussein perd son pied dans l'explosion d'un obus de char de l'armée syrienne alors qu'il vient en aide à un ami, touché dans la rue par un tir de sniper. La ville étant alors assiégée et sans possibilité d'accès aux soins, c'est un dentiste qui nettoie sa plaie, mais Al Hussein doit quitter la Syrie en guerre pour être soigné. Il fuit, avec l'aide d'amis, pour la Turquie, puis par la mer, pour la Grèce, et grâce à la solidarité de gens croisés en exil et d'un médecin, il bénéficie d'une prothèse qui lui permet de reprendre le sport en 2015, basket fauteuil puis natation, qu'il pratiquait avant la révolution, avec son père,.

### Natation et jeux paralympiques
Il représente l'équipe indépendante des athlètes paralympiques aux Jeux paralympiques d'été de 2016 (où il est le porte-drapeau de l'équipe) et l'équipe paralympique des réfugiés aux Jeux paralympiques d'été de Tokyo. Il a participé aux épreuves S9 50 m et 100 m nage libre  et a été porte-drapeau lors des cérémonies d'ouvertures des jeux paralympiques d'été de 2016 et de 2020. Il est alors le premier athlète réfugié à porter la flamme olympique. Al Hussein est co-récipiendaire du prix d'excellence Whang Youn Dai Achievement Award 2016,.
En juin 2021, Ibrahim Al Hussein est sélectionné avec quatre hommes et une femme, pour représenter les réfugiés aux Jeux paralympiques d'été de 2020 à Tokyo. Les six athlètes sont dirigés par la chef de mission Ileana Rodriguez, ancienne nageuse para-athlète pour les États-Unis en 2012. Les cinq autres para-athlètes sont la lanceuse de massue réfugiée syrienne Alia Issa qui vit également à Athènes, le réfugié burundais Parfait Hakizimana, le nageur réfugié afghan aux États-Unis Abbas Karimi, le canoéiste réfugié syrien basé en Allemagne Anas Al Khali et le lanceur de disque iranien réfugié aux États-Unis Shahrad  Nasajpour.